# Rasul Jadem
Rasul Jadem (Mashhad, Irán, 18 de marzo de 1972) es un deportista iraní retirado especialista en lucha libre olímpica donde llegó a ser medallista de bronce olímpico en Barcelona 1992.

## Carrera deportiva
En los Juegos Olímpicos de 1992 celebrados en Barcelona ganó la medalla de bronce en lucha libre olímpica de pesos de hasta 82 kg, tras el luchador estadounidense Kevin Jackson (oro) y Elmadi Zhabrailov del Equipo Unificado (plata).